# Anacanthotermes saudiensis
Anacanthotermes saudiensis es una especie de termita cosechadora del género Anacanthotermes, de la familia Hodotermitidae, orden Blattodea. Fue descrita por Chhotani & Bose en 1982.
Se distribuye por Asia: Arabia Saudita. Fue publicada en Chhotani, O.B. & Bose, G. (1982) Insectos de Arabia Saudita. Isópteros (Parte 2). Fauna de Arabia Saudita, 4, 73–83.